# Hässle

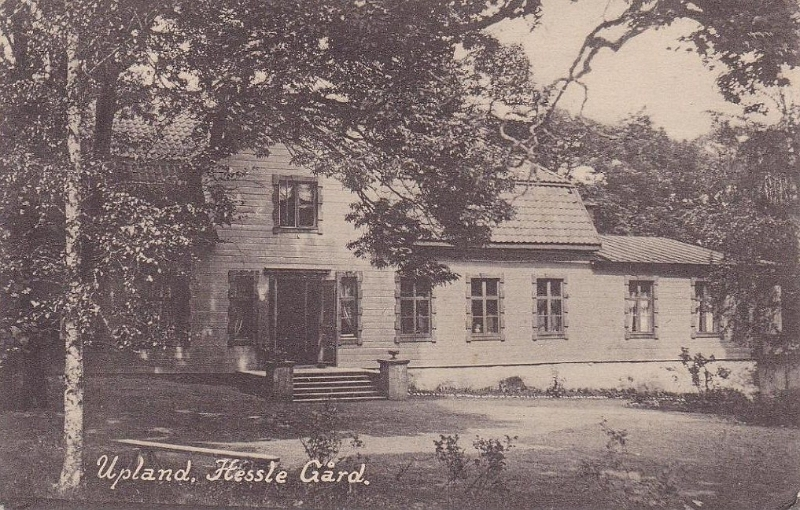
Hässles huvudbyggnad på ett vykort från 1916.

Hässle eller Hessle är en gammal gård samt en där liggande herrgård vid Lårstaviken i Fittja socken i Enköpings kommun i Uppland. Namnet är etymologiskt en avledning av växten hassel.

## Historik och ägare
Hässle finns omtalat som sätesgård redan 1464. Från att troligen ursprungligen ha utgjort frälsejord blev egendomen under 1500-talet kronojord. Omkring 1622 bortbyttes den av Gustav II Adolf till släkten Wackerbordt och kom därpå genom köp och byten att passera genom släkterna Tott, Brahe, Ribbing och Hermansson. På 1720-talet ägdes Hässle av Johan Hermansson, professor skytteanus i Uppsala, och dennes hustru Margaretha Steuchia, dotter till ärkebiskop Mattias Steuchius. Deras dotter Anna Stina von Hermansson (1718-1782) gifte sig med arkiatern Nils Rosén von Rosenstein och genom köp övergick Hässle 1758 i släkten Rosén von Rosensteins ägo. I samband med detta köp övergick egendomen till att vara skattejord. 
Som arkiatern Rosén von Rosenstein huvudsakligen vistades i Uppsala och Stockholm blev det i stor utsträckning hans hustru som tog hand om den praktiska skötseln av gården, och det var under hennes ledning som den nuvarande huvudbyggnaden uppfördes. Hon tog sig också an och uppfostrade den tidigt avlidna dottern Anna Margareta Rosén von Rosensteins (gift med Samuel Aurivillius, också han död ung) barn. Bland dessa fanns två döttrar vilka båda (efter varandra) kom att gifta sig med ryttmästaren Herman Adolf Tersmeden varvid egendomen övergick till ätten Tersmeden. Inom denna släkt förblev Hässle under Herman Adolfs son Jacob Nils Tersmeden och sonson Fredrik Tersmeden (1854-1904). En dotterson till Jacob Nils Tersmeden, professor Gunnar Holmgren köpte 1929 Hässle från den dåvarande ägaren Johan Wale, men arrenderade ut det.

## Hesslemeteoriten
Hässle gård låg i centrum för ett meteoritnedslag - det första dokumenterade meteoritnedslaget i Sverige - som ägde rum nyårsdagen 1869. Meteoriten - vars större bevarade delar finns på Naturhistoriska riksmuseet - har efter gården givits namnet "Hesslemeteoriten".